# Gråstrupig tangara
Gråstrupig tangara (Microspingus cabanisi) är en fågel i familjen tangaror inom ordningen tättingar.

## Utseende och läte
Gråstrupig tangara är en medelstor finkliknande fågel med rostfärgade flanker som kontrasterar mot en vit buk. På huvudet syns ett väl markerat vitt ögonbrynsstreck, vita kinder och vit haka. Sången består av upprepade hårda "tcheew twip-chip chew".

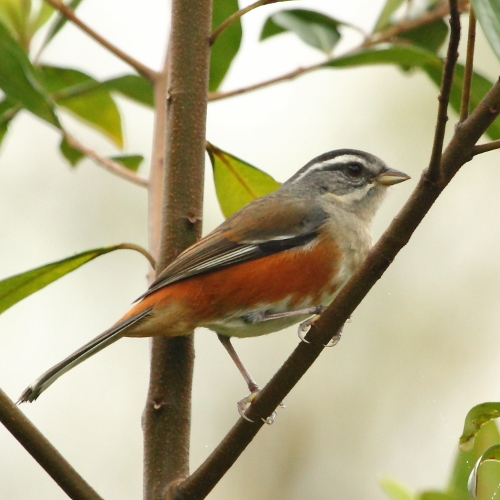

## Utbredning och systematik
Fågeln förekommer från sydöstra Brasilien (södra São Paulo) till Uruguay, Paraguay och nordöstra Argentina. Den behandlas som monotypisk, det vill säga att den inte delas in i några underarter.

### Släktestillhörighet
Tidigare placerades arten i släktet Poospiza, men genetiska studier visar att den liksom några andra Poospiza-arter samt Hemispingus trifasciatus bildar en grupp som står närmare exempelvis Cypsnagra, Donacospiza och Urothraupis. Dessa har därför lyfts ut till ett eget släkte, Microspingus.

### Familjetillhörighet
Liksom andra finkliknande tangaror placerades denna art tidigare i familjen Emberizidae. Genetiska studier visar dock att den är en del av tangarorna.

## Levnadssätt
Gråstrupig tangara hittas i flodnära skogar, skogsbryn och öppet skogslandskap. Där födosöker den vanligen nära marken.

## Status och hot
Arten har ett stort utbredningsområde, men tros minska i antal, dock inte tillräckligt kraftigt för att den ska betraktas som hotad. Internationella naturvårdsunionen IUCN listar arten som livskraftig (LC).

## Namn
Fågelns vetenskapliga artnamn hedrar Jean Louis Cabanis (1816-1906), tysk ornitolog och grundare av Journal für Ornithologie 1853.